# Когоутова, Катержина
Катержи́на Когоу́това (чеш. Kateřina Kohoutová; род. 30 июня 1992 года) — чешская волейболистка, центральная блокирующая.

## Биография
Катержина Когоутова родилась 30 июня 1992 года в Чехии.
Выступала за клубы «Пршеров» (2011—2017) и «Дукла Либерец» (с 2017).
В составе сборной Чехии участвовала в Мировом Гран-при и чемпионате Европы 2017 года.